# Wandeh Njie
Wandeh Njie, bekannt als Wandeh Boy oder Boy Njie (* 20. Jahrhundert in Banjul; † 28. Dezember 2024 im Vereinigten Königreich), war ein gambischer Fußballspieler.

## Karriere
Njie wurde in Banjul geboren, zog im Alter von vier Jahren nach Bakau, wo er die Bakau Primary School und anschließend die Latrikunda Technical School besuchte.
Er spielte in der Saison 1982/1983 und 1983/1984 der GFA League Second Division beim Dagudaan FC und in der Saison 1991/1992 der Second Division beim Pitmawick FC (dem ehemaligen Dagudaan FC). Ab der Saison 1992/1993 bis mindestens zur Saison 1996/1997 war Njie beim Erstligisten Real de Banjul im Tor. Er war Mannschaftskapitän und später auch Trainer.
Für die gambische Fußballnationalmannschaft war er während der Qualifikation für den Afrika-Cup 1996 bei fünf Spielen im Einsatz.
Njie starb Ende 2024 in Großbritannien, wo er nach seinem Rücktritt vom Fußball lebte.